# Pałac Sportu w Kijowie

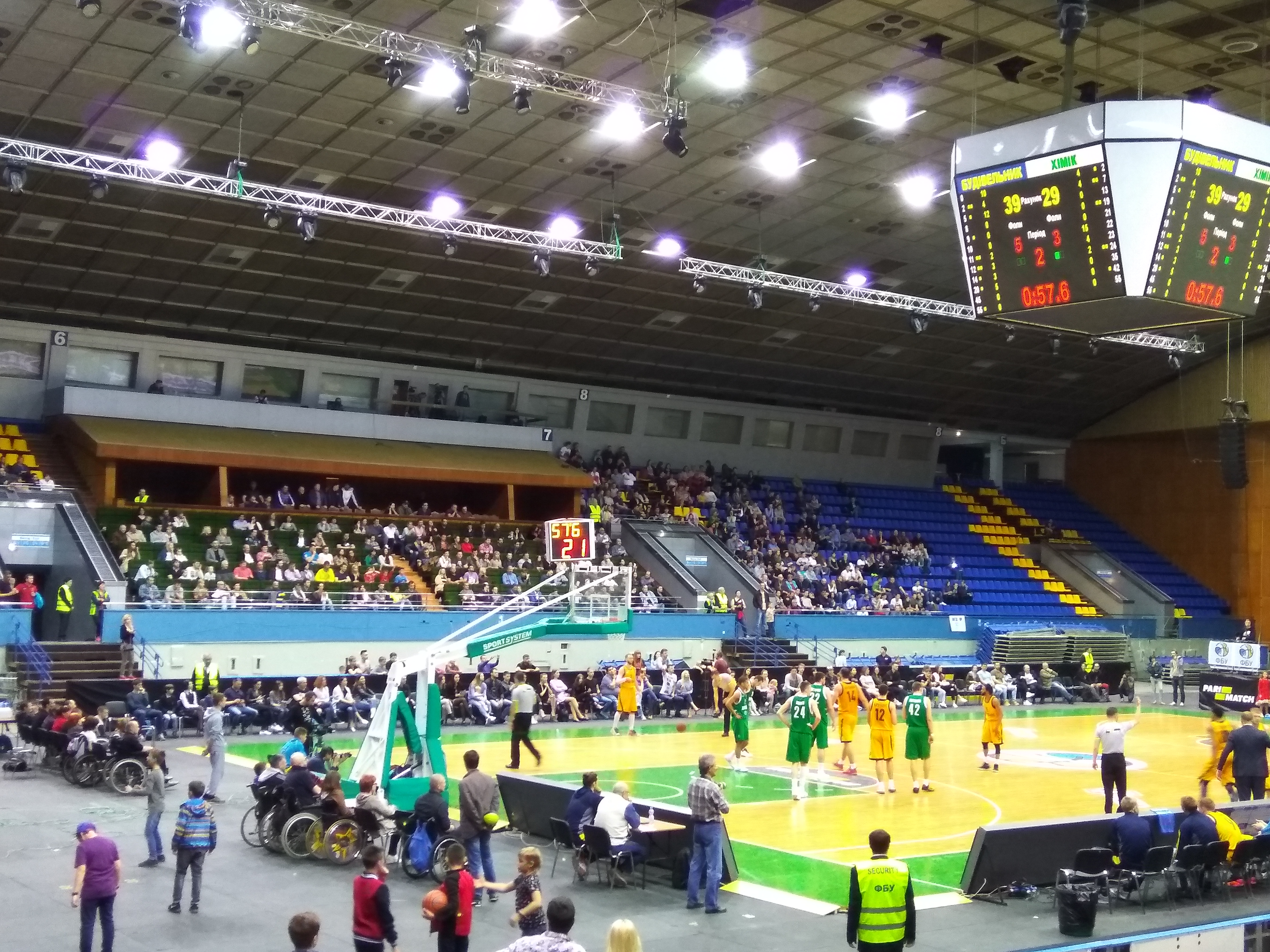
Hala od środka podczas meczu finałowym Superligi (2017)

Pałac Sportu w Kijowie (ukr. Київський палац спорту) – hala widowiskowo-sportowa w Kijowie na Ukrainie, która może pomieścić do 10 000 osób. Hala została otwarta w 1960 roku.

## Eurowizja
W 2005 roku odbył się tam Konkurs Piosenki Eurowizji, a w 2009 Konkurs Piosenki Eurowizji Junior.

## Koncerty
Były tam koncerty takich zespołów jak Deep Purple, a-ha, Jamiroquai, Moby, Muse, a także wokalistów takich jak Anastacia, Christina Aguilera i Lenny Kravitz.

## Sport
W kwietniu 2011 roku odbyły się na lodowisku hali Mistrzostwa Świata w Hokeju na Lodzie 2011/I Dywizja (Grupa B) a w listopadzie 2012 kwalifikacje w hokeju na lodzie do Zimowych Igrzysk Olimpijskich 2014 (turniej przedkwalifikacyjny, grupa H).